# Donavia
A  Donavia (em russo:  ОАО «Аэрофлот-Дон»), anteriormente conhecida como Aeroflot-Don (em russo:  ОАО «Аэрофлот-Дон») foi uma companhia aérea da Rússia.
Era uma subsidiária da Aeroflot com sede em Rostov-on-Don, Russia. Suas principais bases foram o Aeroporto de Rostov-on-Don e o Aeroporto de Mineralnye Vody após a falência de Kavminvodyavia. Na primavera de 2016, suas operações foram incorporadas à empresa irmã Rossiya.